# تشو ينغ
تشو ينغ (بالصينية: 周颖؛ بالإنجليزية: Zhou Ying) هي ممثلة سنغافورية، ولدت في 18 نوفمبر 1984 في الصين.

## وصلات خارجية
- تشو ينغ على موقع IMDb (الإنجليزية)